# Atlantis (Fluggesellschaft)

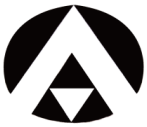
Emblem der Atlantis AG

Das  Luftverkehrsunternehmen Atlantis AG wurde im Frühjahr 1968 von ehemaligen Angestellten der Südflug International gegründet. Atlantis war die erste deutsche Charterfluggesellschaft, die tägliche Flüge in die USA aufnahm. Der Heimatflughafen der Gesellschaft war Frankfurt.

## Geschichte

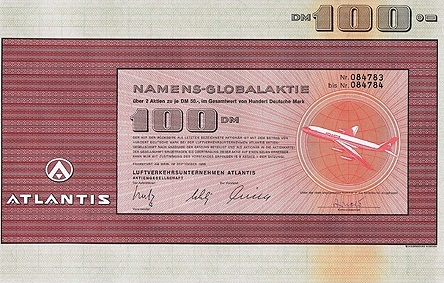
Aktie der Atlantis AG, 1969

Nachdem die Fluggesellschaft Südflug im Januar 1968 von der Lufthansa übernommen worden war, erwarben der Südflug-Verkaufsleiter Tillman Uhlig und der Flugkapitän Werner Will die 1966 gegründete Nordseeflug GmbH, die eine Douglas DC-3 auf Flügen von Hamburg nach Sylt betrieb. Die DC-3 wurde nach der Übernahme verkauft und der Name des Unternehmens in Atlantis geändert. Die Gesellschaft beantragte Streckenrechte für Flüge in die USA und leaste ab März 1968 eine Douglas DC-7 von Scandinavian Airlines System, mit der sie im Frühjahr 1968 zunächst Ad-hoc-Charterverkehr für Gastarbeiter nach Griechenland, Spanien und in die Türkei anbot. Während der Ferienzeiten führte Atlantis zusätzlich IT-Charterflüge von verschiedenen westdeutschen Flughäfen zu Zielen am Mittelmeer durch. Am 1. November 1968 erhielt die Gesellschaft ihr erstes Strahlflugzeug, eine Douglas DC-8-33 aus dem Bestand der aufgelösten Südflug, die von Lufthansa zunächst an einen amerikanischen Flugzeughändler und von diesem weiter an Atlantis verkauft worden war. Eine zweite Douglas DC-8 wurde am 31. März 1969 auf gleiche Weise erworben.
Am 30. September 1968 erhielt Atlantis von US-amerikanischer Seite die Erlaubnis für transatlantische Charterflüge (Affinity-Group-Charter), deren Aufnahme für den 2. Dezember 1968 geplant war. Weil im Frühjahr 1969 noch immer keine Genehmigung von Seiten des bundesdeutschen Verkehrsministeriums vorlag, erstritt man diese vor Gericht. Außerdem wurden 1969 zusätzliche Kapitalgeber eingeworben, um weitere Flugzeuge finanzieren zu können. Dazu wurde die Flugkapital GmbH mit über 40 Millionen DM Anlagevolumen gegründet und die Gesellschaftsform zur Aktiengesellschaft geändert. Am 24. Mai 1969 begann der Flugverkehr in die USA. Bedient wurden zunächst die Strecken von Frankfurt/Main nach New York und Los Angeles.
Im Januar, Februar und April 1970 erhielt das Unternehmen insgesamt drei Maschinen des Typs Douglas DC-9-32, die auf Charterflügen in den Mittelmeerraum zum Einsatz kamen. Zwei der drei DC-9 wurden exklusiv für den Stuttgarter Reiseveranstalter Hetzel-Reisen betrieben und trugen als einzige Flugzeuge der Atlantis einen Taufnamen (Schwabenland und Goldenes Horn).
Mit drei werksneuen Langstreckenmaschinen des Typs Douglas DC-8-63CF, die 1970 und 1971 ausgeliefert wurden, konnte der Flugverkehr über den Nordatlantik deutlich intensiviert und Chicago als weiteres Ziel angesteuert werden. Zusätzlich bestellte Atlantis zwei Großraumflugzeuge des Typs McDonnell Douglas DC-10-30, deren Auslieferung für das Jahr 1973 geplant war.
Am 19. März 1970 beantragte Atlantis Linienflugrechte für die USA. Das Bundesverkehrsministerium lehnte diesen Antrag jedoch im Juli 1970 ab. Ein direkter Wettbewerb mit der staatlichen Lufthansa wurde damit vermieden. Dennoch blieb die Situation zwischen den beiden Gesellschaften angespannt, weil Lufthansa in der Atlantis einen potentiellen Mitbewerber im Linienflugbereich sah, der auf Charterstrecken bereits mit der Lufthansa-Tochtergesellschaft Condor konkurrierte. Die Lufthansa verweigerte der Atlantis eine technische Unterstützung sowie die Anlieferung der Bordverpflegung. Gleichzeitig senkte das Unternehmen die Flugpreise auf den Routen, die parallel von Atlantis bedient wurden.
Der zunehmende Preiskampf zwischen den beiden Gesellschaften trug zum wirtschaftlichen Niedergang der Atlantis bei.
Obwohl 1971 mehr als 500.000 Passagiere befördert wurden, geriet das Unternehmen in finanzielle Schwierigkeiten.
Eine ungenügende Kapitaldeckung, Fehler in der Streckenplanung und mangelhafte Preisgestaltungen führten zu steigenden Verlusten. Zudem misslang es der Gesellschaft, ihre Flugzeuge während der nachfrageschwachen Wintermonate an dritte zu vermieten. Lediglich im Sommer 1971 setzte Atlantis eine DC-8 für die französische Aéromaritime ein.
Die wirtschaftlichen Schwierigkeiten nahmen nach der Sommersaison 1972 weiter zu und führten zur Einstellung des Flugbetriebs am 19. Oktober 1972. Am 20. Oktober 1972 meldete die Atlantis AG Konkurs an. Im Folgemonat begann der Verkauf der Flugzeuge. Im September 1981 wurde die Gesellschaft aus dem Handelsregister gelöscht.

## Flotte
- Douglas DC-7C
- Douglas DC-8-33 und DC-8-63CF
- Douglas DC-9-32